# Michel Froger
Pour les articles homonymes, voir Froger.
Ne doit pas être confondu avec son fils Michel-Joseph Froger de l'Éguille.
Pour les autres membres de la famille, voir famille Froger de la Rigaudière et de l'Éguille.
Michel Froger, appelé aussi Froger de Laudouine puis Froger de l'Éguille, né en 1668 et mort en 1728, seigneur de l'Éguille, est un officier de marine et navigateur français aux Amériques, en Afrique et en Extrême-Orient, anobli par Louis XIV.

## Biographie
Michel Froger, né à La Tremblade en Saintonge le 30 avril 1668, est le deuxième fils d'André Froger de La Rigaudière (1612-1670), capitaine d'infanterie, lieutenant-colonel des milices garde-côtes, qui a acheté en 1654 le domaine de la Rigaudière à Médis, et de Judith Bression de Saint-Bris (1629-1675),. 
Il est volontaire dans la Marine royale en 1694 à Rochefort, et embarque le 3 juin 1695 pour un premier long voyage, navigue le long de l'Afrique, puis aux Amériques avec le détroit de Magellan, le Brésil, la Guyane et les Antilles, et en revient le 21 avril 1697. Il effectue ensuite deux voyages en Chine, du 6 mars 1698 au 3 août 1700, puis du 7 mars 1701 au 17 août 1703.
Nommé en 1703 capitaine de flûte, Michel Froger navigue ensuite aux parages du Sénégal en 1704 et 1705. Promu capitaine de brûlot en 1706, il passe au service du roi d'Espagne Philippe V et effectue des campagnes au Pérou de 1706 à 1708, puis au Mexique en 1709.
Il achète en 1710 à Louis de Comminges la seigneurie de l'Éguille, en Saintonge, et relève le château seigneurial,. Anobli par Louis XIV en 1711 pour ses services, en même temps que son frère André II Froger de la Rigaudière, il reçoit l'année suivante la croix de chevalier de Saint-Louis.
Michel Froger de l'Éguille part en 1722 pour sa dernière campagne, le long des côtes Ouest de l'Afrique, et en revient en 1723. Il meurt à l'Éguille en 1728. 
De son premier mariage avec Louise Régnier, fille d'un marchand de Rochefort, il est le père de Michel Joseph Froger de l'Éguille, lieutenant général des armées navales ; veuf, il épouse en secondes noces vers 1708 Catherine Sarry de La Chaume, la fille du maire de Saintes et secrétaire du roi Pierre Sarry.

## Distinctions
- Chevalier de Saint-Louis, 1712.
- Anobli, 1711.